# Sten Svantesson Bielke
Sten Svantesson Bielke, född 1598, död 1638 legat och evangeliska förbundets direktör. Son till friherre Svante Bielke och Elisabet Leijonhufvud.
Hemkommen från flera års utländska resor, under vilka han även besökte många heliga orter i Palestina, och studerade i Tübingen och Leiden utnämndes Sten Bielke 1625 till kammarherre, 1631 till legat och två år senare till generalguvernör i Pommern. Samma år upphöjd till riksråd, utnämndes han 1636 till generallegat i Tyskland och direktor för evangeliska förbundet där. 
Han fick 1629 uppdraget att resa till Tyskland för att inleda förhandlingar med kejsaren. Några sådana kom inte till stånd, men Bielke stannade i Stralsund och sattade här och förstärkte stadens försvar mot Wallensteins anryckande trupper. Han deltog i de många förhandlingar som förekom Gustaf Adolfs övergång till Tyskland. Han kom sedan att bli kvar i Pommern fram till sin död, med undantag för en beskickning till polska riksdagsvalen 1632, trots sin utnämning till riksråd. Bielke arbetade hårt för att hålla kvar hertigen av Pommern, och efter hans död 1637 pommerska regeringen och ständerna i förbundet med Sverige. Han försökte även ivrigt hindra att Brandeburgs arvsanspråk på Pommern erkändes, detta trots att ständerna i Pommern stödde dessa. Han visade här stor sticklighet trots sin tilltagande sjuklighet. Bielke avled under en tid då svenska armén trängts tillbaka till Pommern, och situationen för den Svenska armén i Tyskland såg riktigt mörk ut.
Av sin samtid omtalas han som en lärd och vältalig herre. Att han varit en man av utmärkta egenskaper, framgår tydligt av det stora förtroende Gustav II Adolf satte till hans redbarhet och skicklighet, även konungens yttrande att om Axel Oxenstierna avgick, Sten Bielke vore den enda som skulle kunna fylla hans plats. Död ogift i Stettin den 6 april 1638.